# 傑佛遜骨折
傑佛遜骨折（骨折），指第一頸椎（C1）的一種特殊骨折，是一種寰椎爆裂性骨折。1920年英國腦外科醫生Geoffrey Jefferson首先報導4例此類骨傷，後來陸續報導此傷，此後醫學界將這種寰椎椎弓的特殊類型骨折稱之為傑佛遜骨折。